# Brachiaria texana
Brachiaria texana är en gräsart som först beskrevs av Samuel Botsford Buckley, och fick sitt nu gällande namn av Stanley Thatcher Blake. Brachiaria texana ingår i släktet Brachiaria och familjen gräs. Inga underarter finns listade i Catalogue of Life.